# Christ Church Greyfriars

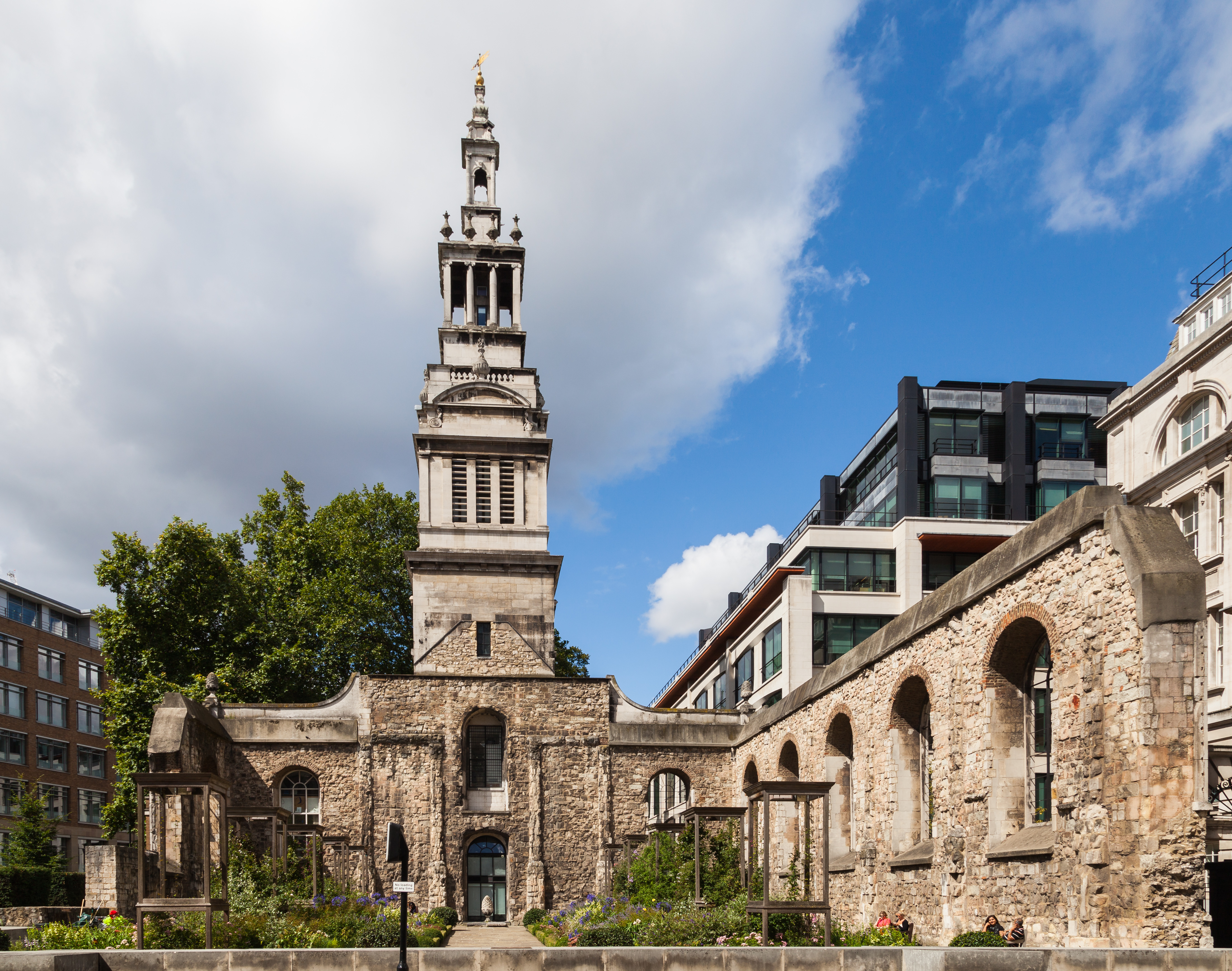
Christ Church Greyfriars von Südosten gesehen

Christ Church Greyfriars war die Kirche der Franziskaner (englisch Grey Friars) in London. Sie wird auch Christ Church Newgate Street genannt, da sie in der Newgate Street gegenüber der St Paul’s Cathedral in der City of London liegt. Sie wurde im 13. Jahrhundert als Klosterkirche gebaut, wurde nach der Auflösung der Klöster Pfarrkirche. Im Großen Brand von London 1666 zerstört, wurde die Kirche nach Plänen von Christopher Wren wiederaufgebaut. Bis auf den Turm fiel sie im Zweiten Weltkrieg Bomben zum Opfer. Die Ruinen der Kirche sind heute ein öffentlicher Park.

## Geschichte

### Die gotische Kirche
Christ Church Greyfriars war ursprünglich die Kirche eines Londoner Franziskanerkonvents. Das erste Bauwerk wurde im 13. Jahrhundert errichtet, aber bald durch eine neue Kirche ersetzt, deren Bau 1306 begann, und die 1326 geweiht wurde. Diese neue Kirche war mit 91 Metern Länge und 27 Metern Breite die zweitgrößte im mittelalterlichen London; in ihrem Innenraum waren elf Altäre installiert. Sie war zum Teil auf Kosten von Margarethe von Frankreich gebaut worden, der zweiten Ehefrau des Königs Eduard I. Sie wurde in der Kirche bestattet, ebenso wie Isabella von Frankreich, die Witwe Eduards II.; das Herz von Eleonore von der Provence, Ehefrau Heinrichs III. wurde ebenfalls hier beerdigt. Richard Whittington, Lord Mayor of London († 1423), gründete eine Bibliothek, die mit der Kirche in Verbindung stand.
Das Kloster wurde 1538 bei der Auflösung der englischen Klöster geschlossen. Die Gebäude und Einrichtungen erlitten danach große Schäden – Grabsteine wurden gestohlen, so dass der Marmor verkauft werden konnte, und Denkmäler wurden verunstaltet. 1546 überließ Heinrich VIII. Kloster und Kirche, ebenso wie St Nicholas Shambles und St Audoen within Newgate der Stadt. Eine neue Pfarre wurde gebildet, die auch die Pfarreien St Nicholas und St Audoen umfasste, sowie einen Teil von St Sepulchre. Die Klostergebäude beherbergten später die von Eduard VI. gegründete Christ’s Hospital Schule, so dass die Kirche das wichtigste Gotteshaus für Schüler wurde.

### Christopher Wrens Kirche

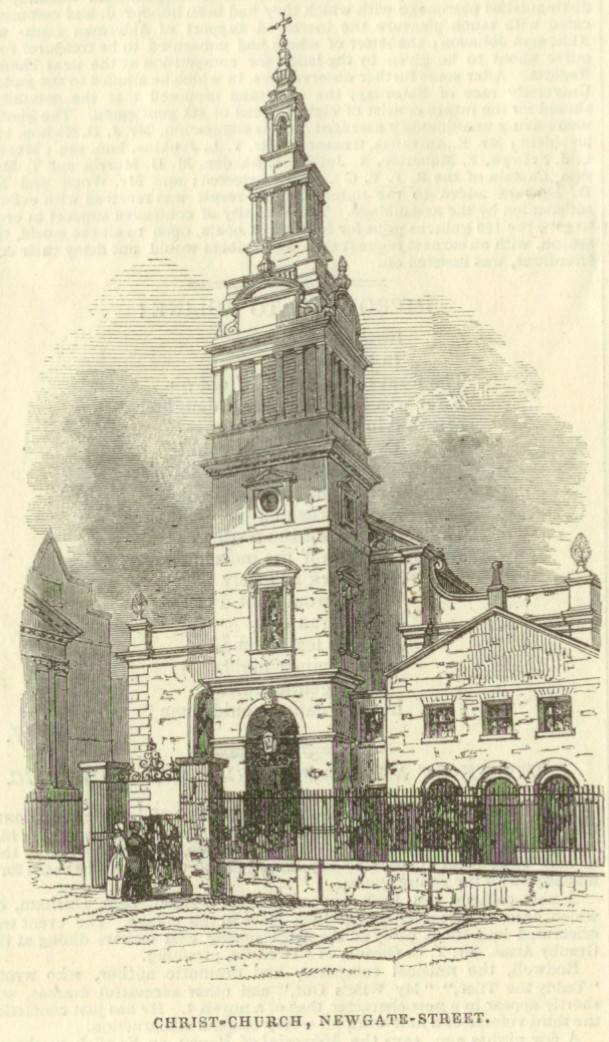
Christ Church in der 1845er Ausgabe der Illustrated London News.

Die mittelalterliche Kirche wurde 1666 vom Großen Brand von London zerstört. Der Wiederaufbau wurde Sir Christopher Wren übertragen, der ein jahrzehntelanges Bauprogramm steuerte, mit dem rund 50 Pfarrkirchen in der Brandzone, darunter auch die Kathedrale wiederhergestellt werden sollten. Es scheint einige Diskussion über die Form der neuen Christ Church gegeben zu haben, da ein erhalten gebliebener Entwurf eine wesentlich größere Kirche zeigt als dann tatsächlich realisiert wurde. Die Pfarre wurde mit der von St Leonard, Foster Lane, zusammengelegt, die nicht wieder aufgebaut wurde.
Die Angehörigen der Pfarre sammelten 1000 Pfund Sterling, damit die Arbeiten gemäß dem ausgewählten Entwurf beginnen konnten. Um Zeit und Geld zu sparen, wurden die Fundamente der gotischen Kirche teilweise wiederverwendet. Die neue Kirche wurde einschließlich Turm (aber ohne Kirchturmspitze) 1687 fertiggestellt, die Kosten beliefen sich auf 11778 Pfund. Mit 35 Metern Länge und 25 Metern Breite war sie kleiner als die bisherige Kirche, so dass sie nur den östlichen Teil des alten Standorts belegte und der westliche Teil zum Friedhof umgewidmet werden konnte. Der Turm an der Westseite hatte einen einfachen Rundbogen als Eingang, darüber Fenster, die mit neoklassischen Giebeln versehen waren. Große Ananasskulpturen zierten als Zeichen des Willkommens die vier Ecken Kirchenschiffs. Als einzige von Wrens Kirchen hatten die östliche und westliche Halle Strebepfeiler. Die 49 Meter hohe Kirchturmspitze wurde 1704 vollendet – zusätzliche Kosten 1963 Pfund.
Im Lauf der Zeit wurde die Kirche signifikant umgebaut. 1760 wurde eine Sakristei an die Südseite der Fassade und Teile der südlichen Mauer angebaut. Auch wurden in das nördliche und südliche Seitenschiff Räume eingebaut, das ursprüngliche weiße Fensterglas der mittleren dreifachen Fensters wurde durch Bleiglas ersetzt, das Jesus mit Kindern zeigt. Auf der 1690 von Renatus Harris gebauten Orgel spielte Felix Mendelssohn Bartholdy 1837 unter anderem die Fuge in a-moll von Johann Sebastian Bach. Auch Samuel Wesley trat hier auf. Von den Schülern des Christ’s Hospital dienten Samuel Taylor Coleridge und Charles Lamb als Ministranten.

## Zerstörung und Nachkriegszeit
Christ Church wurde am 29. Dezember 1940 durch eine deutsche Brandbombe (The Blitz) zerstört, die das Dach durchschlug und in das Hauptschiff eindrang. Dach und Gewölbe stürzten ein, die Mauern und der Turm blieben stehen. Bei der Neuorganisation der Pfarreien der Church of England in London wurde entschieden, Christ Church nicht wieder aufzubauen. Die Ruine wurde am 4. Januar 1950 zum Denkmal erklärt. Die Pfarre wurde mit St Sepulchre without Newgate zusammengelegt.
Die Kirchturmspitze, die den Krieg überstanden hatte, wurde 1960 abmontiert und unter Anwendung moderner Bautechniken neu aufgebaut. Die Ostwand wurde 1962 abgerissen, für eine Erweiterung der King Edward Street Platz zu schaffen. 1981 wurde Backsteingebäude im neogeorgianischen Stil und in Nachahmung der Sakristei aus dem 18. Jahrhundert an der Südwestecke der Ruine gebaut. 1989 wurde das frühere Kirchenschiff zu einem öffentlichen Park gemacht. Der Turm wurde zu einem privaten Gebäude und dient nun als Geschäftsraum. 2002 eröffnete Merrill Lynch ihre regionale Zentrale im Norden und Westen an das Gelände angrenzend. In Verbindung mit diesem Bau wurde Christ Church archäologisch untersucht, die King George Street erhielt ihren alten Verlauf und die Kirche ihre frühere Grundfläche zurück. Der Friedhof wurde gepflegt, der Metallzaun wiederhergestellt. 2006 wurde der Turm als zwölfstöckige private Residenz eingeweiht.

## Bestattungen
- Margarethe von Frankreich († 1318)
- Isabella von Frankreich († 1358)
- Isabelle de Coucy (1332–1382)
- Margaret, Duchess of Norfolk († 1399)
- Thomas Malory († 1471)
- Elizabeth Barton († 1534)
- Richard Baxter (1615–1691)
- Venetia Stanley (1600–1633)
- Kenelm Digby (1603–1665)
- Johanna von England (Joan of the Tower, 1321–1362)